# Ivor Novello Award
Der Ivor Novello Award, benannt nach dem Musical-Komponisten Ivor Novello, ist ein britischer Preis für Songwriter und Komponisten. Die Verleihung der „Ivors“ findet seit 1956 jährlich in London statt. Die Preise werden den Preisträgern von der British Academy of Songwriters, Composers and Authors (BASCA) zuerkannt.

## Hintergrund
Der Ivor Novello Award wurde 1955 von der Songwriters’ Guild of Great Britain, einer Vorgängerorganisation der BASCA, ins Leben gerufen. Ziel war die Aufwertung britischer Musik gegenüber dem US-amerikanischen Einfluss nach dem Zweiten Weltkrieg. Der Preis wurde zu Ehren des 1951 verstorbenen Walisers Ivor Novello gestiftet, der insbesondere nach seiner Zeit als Schauspieler ab 1935 zahlreiche erfolgreiche Musicals und Melodien geschrieben hatte. Ausgezeichnet werden sollen herausragende Leistungen im Bereich Komposition und Songwriting in Anerkennung der Leistung für die britische Musik.
Die Preisverleihung findet im Mai eines jeden Jahres statt, Auszeichnungen gibt es für im vorangegangenen Jahr in Großbritannien veröffentlichte Werke. Als Trophäe wurde von Hazel Underwood eine Bronzestatuette geschaffen, die Euterpe, die griechische Muse der Musik und Lyrik, darstellt. Seit 1956 wird sie in Nachfertigungen des ursprünglichen Designs an die Preisträger verliehen.
Die britische Rechteverwertungsgesellschaft PRS for Music (Performing Right Society) ist seit 1974 Sponsor der Ivor Novello Awards.

## Kategorien
Über die Jahre haben sich Definitionen und Bezeichnungen, aber auch die Anzahl der Kategorien immer wieder geändert. 2014 wurden Preise in folgenden 14 Kategorien vergeben:
- Best Song Musically and Lyrically
- Best Contemporary Song
- Album Award
- Best Original Film Score
- Best Television Soundtrack
- Most Performed Work
- Songwriter of the Year
- The Ivors Classical Music Award
- International Achievement
- The Ivors Inspiration Award
- Outstanding Contribution to British Music
- Outstanding Song Collection
- Special International Award
- Lifetime Achievement

In den ersten fünf Kategorien werden Autoren und Verlage für bestimmte Werke ausgezeichnet. Infrage kommende Werke müssen mindestens zu einem Drittel britische oder irische Urheberschaft haben. Die ausgezeichneten Personen müssen britische oder irische Staatsbürger sein oder ihren Wohnsitz in Großbritannien haben. In den beiden Songkategorien und der Albumkategorie müssen die vorgeschlagenen Werke im betreffenden Jahr außerdem in den Top 75 der britischen Musikcharts gewesen sein. Die BASCA stellt ein Komitee aus ihren Mitgliedern zusammen, das mehrheitlich aus Songwritern und Komponisten besteht. Dieses wählt aus den eingegangenen Vorschlägen drei Nominierungen aus, aus denen in einem zweiten Wahlgang der Sieger bestimmt wird.
Die Auszeichnung für Most Performed Work wird aufgrund statistischer Erhebungen (Airplay, TV-Aufführungen und sonstige Verwendungen) vergeben. Die übrigen Kategorien sind persönliche Auszeichnungen der Academy an ausgewählte Komponisten und Songwriter nach verschiedenen Kriterien.
Frühere Auszeichnungen beinhalteten: British Musical, Dance Award, Jazz Award, Video Game Score, Best-selling Song/Single, International Hit, BASCA Fellowship

## Preisträger
Die erste Auszeichnung für den Most Popular Song des Jahres 1955 erhielten Tolchard Evans und Larry Kahn für ihre Komposition Ev’rywhere, ein Hit für den englischen Sänger David Whitfield. Die erfolgreichsten Komponisten der 1960er waren John Lennon und Paul McCartney. Für die Werke der Beatles gab es insgesamt 15 Auszeichnungen. In den 1970er Jahren erhielten viele Songwriter-Teams wie Nicky Chinn und Mike Chapman, Elton John und Bernie Taupin, Andrew Lloyd Webber und Tim Rice Auszeichnungen. Zu den Stars der 1980er zählten George Michael, Annie Lennox und Dave Stewart sowie Stock, Aitken, Waterman. In den 1990ern standen Boygroups und ihre Songs wie Take That (Gary Barlow) und East 17 (Tony Mortimer) im Vordergrund.
Weitere bekannte Preisträger sind unter anderem Mike Rosenberg (Passenger), James Blunt, Ian Anderson, Neil Innes, Iron Maiden, Amy Winehouse, Oasis, Yusuf, The Darkness, The Feeling, Dido, Madonna, Jeff Lynne, Freddie Mercury (mit Queen und allein), Brian May, Richard Thompson, David Bowie, Ray Davies, Martin Gore (mit Depeche Mode), Kate Bush, Eric Clapton, The Shadows, John Dankworth, Cathy Dennis, Scott Matthews, Madness, Duran Duran, George Michael, Benny Andersson, Björn Ulvaeus, Pet Shop Boys, Fran Healy,  Sting, Mike Stock, Robbie Williams, Gary Barlow, Iain Archer, John Tavener, Robert Farnon, David Gilmour (mit Pink Floyd und allein), Phil Collins (mit Genesis und allein),  Roger Hodgson (mit Supertramp), Kylie Minogue, Mika, Imogen Heap, Peter Gabriel, Chris Braide und Jamiroquai, Ed Sheeran.